# Bunomys penitus
Bunomys penitus  (Miller & Hollister, 1921) è un roditore della famiglia dei Muridi diffuso sull'isola di Sulawesi.

## Descrizione

### Dimensioni
Roditore di medie dimensioni, con la lunghezza della testa e del corpo tra 165 e 175 mm, la lunghezza della coda tra 166 e 190 mm, la lunghezza del piede tra 37 e 41 mm, la lunghezza delle orecchie tra 19 e 21 mm e un peso fino a 76 g.

### Aspetto
La pelliccia è lunga e soffice. Le parti superiori sono bruno-rossastre, mentre le parti ventrali sono giallo-grigiastre. Le parti dorsali delle zampe sono cosparse di pochi peli grigiastri o biancastri, le dita sono bianche. La coda è più lunga della testa e del corpo, marrone sopra, bianca sotto e all'estremità. Il cariotipo è 2n=42 FN=60.

## Distribuzione e habitat
Questa specie è diffusa nelle zone montagnose della parte centrale e della penisola sud-orientale di Sulawesi.
Vive nelle foreste montane sempreverdi sopra i 1.400 metri di altitudine.

## Conservazione
La IUCN Red List, considerato l'areale limitato, l'habitat seriamente frammentato e la sua qualità in continuo degrado, classifica B.penitus come specie prossima alla minaccia (NT).